# The Immaculate Room
 (novembre 2022).
Si vous disposez d'ouvrages ou d'articles de référence ou si vous connaissez des sites web de qualité traitant du thème abordé ici, merci de compléter l'article en donnant les références utiles à sa vérifiabilité et en les liant à la section « Notes et références ».
Pour plus de détails, voir Fiche technique et Distribution.
The Immaculate Room est un thriller américain écrit et réalisé par Mukunda Michael Dewil et sorti en 2022.

## Synopsis
Dans l'intention de gagner la somme de 5 millions de dollars, un couple soudé, Kate et Mikey, participe à une expérience psychologique qui consiste à s'isoler du monde extérieur en s'enfermant dans une gigantesque chambre blanche pendant 50 jours. Cependant, rapidement, leur long séjour est perturbé par l'arrivée d'une mystérieuse femme brune, Simone, qui va les diviser. 

## Fiche technique
- Titre original et français : The Immaculate Room
- Réalisation et scénario : Mukunda Michael Dewil
- Photographie : Rasa Partin
- Montage : Megan Brooks
- Musique : Steve London
- Production : Radiant Films International, Joker Films Production, K5 International, Productivity Media, K5 Film Productivity, Media Pictures et Balcony 9 Productions
- Sociétés de production : EFO, The Pimienta Film Co. et BondIt Media Capital
- Sociétés de distribution : Screen Media
- Pays de production :  États-Unis
- Langue originale : anglais
- Format : couleur - 2,39:1
- Genre : thriller
- Dates de sortie :
  - États-Unis : 3 février 2022 (Mammoth Film Festival)
  - France : 22 février 2023 (DVD)

## Distribution
- Emile Hirsch (VQ : Philippe Martin) : Michael 'Mikey' Walsh
- Kate Bosworth (VQ : Marika Lhoumeau) : Katherine 'Kate' Frith
- Ashley Greene Khoury (VQ : Rachel Graton) : Simone
- M. Emmet Walsh : Harry Frith
- Joel David Moore : Jason Wright
- Gianna Wichelow (VQ : Julie Burroughs) : la voix de la chambre